# Сидоровка (Черниговская область)
Си́доровка (укр. Сидорівка) – село в Нежинском районе Черниговской области Украины. До 19 июля 2020 года входило в состав Борзнянского района.
Расположено на реке Ворона. Население — 639 чел. (на 2009 г.).